# 若瀬千夏
若瀬 千夏（わかせ ちなつ、1983年9月13日 - ）は、日本のAV女優。
趣味は水泳。

## 略歴
AVデビュー前はお菓子系アイドルであった。2003年に『ひと夏の経験』でAVデビューした。
2004年6月16日、氣志團の『結婚闘魂行進曲「マブダチ」』CDジャケット裏面、中面に出演。PVでは、ウェディングドレス姿で新婦を演じる。

## 出演作品

### アダルトビデオ
2003年
- ひと夏の経験（8月29日、VIP）[3]
- 若瀬千夏 清純（9月26日、メディアバンク）ひと夏の経験に未公開映像60分を加えたDVD作品[1]
- もうひとりの私（9月30日、VIP）[1][3]
- もぎたてマスカット（10月24日、メディアバンク）[1]
- メイド物語（10月29日、VIP）[1][3]
- 新任バスガイド あいのり欲望ツアー（11月22日、TMC）共演:桃瀬えみる、矢藤あき、鈴木さち[3]
- 若瀬千夏の1日体験ソープ嬢（11月28日、VIP）[1][3]
- メイド物語 ゲーム版（12月12日、メディアバンク）[1]

2004年
- 若瀬千夏 過激サービスソープ嬢（1月16日、VIP）[1][3]
- 「強淫凌辱4」 若瀬千夏（2枚組）（5月15日、プレステージ）[3]
- 僕の彼女はAV女優（9月18日、ボナンザ）

2006年
- 藍川京原作 兄嫁（6月23日、レジェンド・ピクチャーズ）共演:阿当真子 [3]
- エロコスオムニ（11月17日、デジタルドリーム）共演:中島京子[3]

2007年
- ノーパン姉妹 お色気事件簿（2月23日、コンマビジョン）共演:里見瑤子[3]

2008年
- kiss me or kill me（11月2日、TMC）共演:亜紗美[3]

2010年
- 恋愛家族 義母と義姉の秘密（6月28日、ムーンライト）共演:藤原麗子、南ケイ子[3]
- 4人姉妹の陵辱 〜ノーパンにされ交換される〜（9月23日、ピュア）共演:里見瑤子、椎名実果、林由美香[3]

2011年
- 野外でナマ出しされる義母と妹人妻とエロ小説アシスタントの女 （6月11日、ピュア）共演:平沢里菜子、葉月蛍、水原香菜恵[3]
- 背徳義母図鑑（10月28日、ムーンライト）他出演:藤原麗子、南ケイ子、涼風杏奈、沢口友美、you、美月ゆう子（長瀬優子）、朝倉まりあ[3]

### 映画
- 『Kiss me or kill me 届かなくても愛してる』（2005年）監督・脚本:友松直之、プロデュース:内田春菊[4]

## テレビ
- キャイ〜ンのパーティーへようこそ 2003年12月30日[5]